# Bettina Schmidt
Bettina Schmidt (Staßfurt, 2 juni 1960 – Eisenach, 28 april 2019) was een rodelaar uit Duitsland.

## Biografie
Schmidt begon als zwemmer, met schoolslag als specialiteit, en deed aan kogelstoten in de atletiek. In 1974 startte ze met rodelen, wat in 1978 tot een zilveren medaille op de Europese Jeugdkampioenschappen leidde. Een jaar later werd ze Europees kampioene bij de jeugd. In 1981 werd ze tweede op de wereldkampioenschappen, en in 1982 Europees kampioene.
Op de Olympische Winterspelen van Sarajevo in 1984 behaalde ze voor Oost-Duitsland een zilveren medaille op het onderdeel rodelen.
In 1984 eindigde Schmidt gedeeld eerste bij de wereldbeker rodelen.
Schmidt overleed na een lang ziekbed op 58-jarige leeftijd.